# Feliks Iwański
Feliks Iwański (ur. 20 listopada 1905, zm. 10 czerwca 1946 w Szczecinie) – polski bokser.
Naukę boksu rozpoczął w klubie Heros Berlin, gdzie stoczył swe pierwsze walki. W 1924 roku wrócił do kraju jako reemigrant z Niemiec i karierę swą kontynuował w Wielkopolskim Klubie Bokserskim i Warcie Poznań, a od 1926 do zakończenia kariery, reprezentował barwy Unii Poznań. Startując w kategorii piórkowej, trzykrotnie zdobył mistrzostwo Polski w latach: 1925, 1926 i 1927, zostając uznanym w 1927 roku, najlepszym pięściarzem mistrzostw. Nie miał okazji reprezentować barw Polski, gdyż wycofał się z ringu, jeszcze przed pierwszym spotkaniem międzypaństwowym. Został zaliczony przez wybitnych "ekspertów przedmiotu", do najlepszych pięściarzy wagi piórkowej okresu międzywojennego.
Zginął w tragicznym pożarze kamienicy przy ulicy Zamenhofa w Szczecinie, która była jego własnością. Pochowany na cmentarzu Centralnym w Szczecinie.